# Дирекційний округ Лейпциг
Дирекційний округ Лейпциг (нім. Direktionsbezirk Leipzig) — один із трьох колишніх дирекційних округів Саксонії, створений 1 серпня 2008 під час саксонської реформи громад та замінив Адміністративний округ Лейпциг. У 2012 році об'єднаний з іншими округами в Дирекцію землі Саксонія
Був розташований на північному заході землі Саксонія. Управління округу називається «Земельна дирекція Лейпциг». 
До нього входили місто Лейпциг та райони Лейпциг і Північна Саксонія.